# Mondaine (film, 1926)
Pour plus de détails, voir Fiche technique et Distribution.
Mondaine (Fine Manners) est une comédie réalisée par Richard Rosson et Lewis Milestone (non crédité), sortie en 1926. 

## Fiche technique
- Titre : Mondaine
- Titre original : Fine Manners
- Réalisation : Richard Rosson et Lewis Milestone (non crédité)
- Scénario : J. Clarkson Miller d'après une histoire de James Ashmore Creelman et Frank Vreiland
- Producteur : William LeBaron (producteur associé)
- Société de production et de distribution : Paramount Pictures
- Photographie : George Webber
- Pays de production : États-Unis
- Format : Noir et blanc - 35 mm - 1,33:1 - film muet
- Genre : Comédie
- Durée : 70 minutes
- Dates de sortie : 
  - États-Unis : 29 août 1926
  - France : 10 juin 1927

## Distribution
- Gloria Swanson : Orchid Murphy
- Eugene O'Brien : Brian Alden
- Helen Dunbar : Tante Agatha
- Roland Drew : Buddy Murphy
- John Miltern : Courtney Adams
- Jack La Rue : New Year's Eve Celebrant
- Ivan Lebedeff : Le prince